# Позняк, Дан Иванович
Дан Иванович Позняк (лит. Danas Pozniakas, 19 октября 1939 — 4 февраля 2005) — советский боксёр. Четырёхкратный чемпион СССР (1962, 1965, 1967, 1968). Трёхкратный чемпион Европы (1965, 1967, 1969). Олимпийский чемпион (1968). Заслуженный мастер спорта СССР (1965). Выдающийся боксёр СССР (1965).

## Биография
Родился в 1939 году в местечке Толчок (ныне — на территории Польши), недалеко от Белостока. Боксом начал заниматься в 1953 году в Вильнюсе под руководством тренера З. Катилюса. В 1960 году стал победителем молодёжного первенства СССР и занял второе место на взрослом чемпионате Союза, уступив в финале Валерию Попенченко. С 1960 до 1966 годы Дан Позняк служил в Вооружённых Силах СССР, перешёл под опеку тренера А. Левицкаса, с которым впоследствии и добился своих наибольших успехов. Член КПСС с 1961 года.
В 1962 году стал чемпионом СССР, в 1963 году занял 2-е место на чемпионате Европы, а в 1965 году, выиграв чемпионат СССР и чемпионат Европы, получил право на присвоение звания «Заслуженный мастер спорта СССР».
В 1967 году Позняк выиграл чемпионат СССР и чемпионат Европы, а в 1968, опять выиграв чемпионат СССР, вошёл в олимпийскую сборную и на Олимпиаде в Мехико завоевал золотую олимпийскую медаль. В 1969 году, в финале спортивной карьеры, Дан Позняк в третий раз стал чемпионом Европы.
Перейдя на тренерскую работу, Дан Позняк с 1969 по 1974 годы прошёл путь от судьи республиканской категории до судьи AIBA. С 1976 по 1983 годы входил в коллектив тренеров сборной СССР, затем несколько лет возглавлял национальную команду Сейшельских островов. После возвращения в Литву руководил молодёжным спортивным клубом, в последние годы жизни работал спортивным организатором в одном из профтехучилищ Вильнюса и возглавлял на общественных началах Вильнюсский олимпийский клуб.
Скончался от инфаркта в 2005 году.

## Спортивные достижения
Международные
- XIX летние Олимпийские игры 1968 года —
- Чемпионат Европы по боксу 1963 года —
- Чемпионат Европы по боксу 1965 года —
- Чемпионат Европы по боксу 1967 года —
- Чемпионат Европы по боксу 1969 года —

Всесоюзные
- Чемпионат СССР по боксу 1960 года —
- Чемпионат СССР по боксу 1961 года —
- Чемпионат СССР по боксу 1962 года —
- Чемпионат СССР по боксу 1964 года —
- Чемпионат СССР по боксу 1965 года —
- Чемпионат СССР по боксу 1967 года —
- Чемпионат СССР по боксу 1968 года —
- Первенство СССР среди юношей по боксу 1960 года —

### Спортивные звания и награды
- «Выдающийся боксёр СССР» (1965)
- Заслуженный мастер спорта СССР